# Heruler
Die Heruler (lateinisch Eruli bzw. etymologisch nicht korrekt Heruli) waren ein (ost)germanischer Stamm, der in den 60er Jahren des 3. Jahrhunderts n. Chr. am Schwarzen Meer zum ersten Mal geschichtlich in Erscheinung trat und bis ins 6. Jahrhundert in den Quellen belegt ist.

## Geschichte

### Herkunft: Legenden und historische Realität
Die ältere Forschung ging von einer Herkunft der Heruler aus Skandinavien aus. Diese Annahme beruhte jedoch wohl auf einer fehlerhaften Lesung einer Passage in den (um 551/52 veröffentlichten) Getica des romanisierten Goten Jordanes, der eine Ursprungsgeschichte der Heruler (Origo gentis) erzählt. Demnach seien diese von den Dänen aus ihren Stammsitzen vertrieben worden, doch ist diese Erzählung historisch kaum glaubhaft. Die Ethnogenese der Heruler fand vielmehr sehr wahrscheinlich auf dem Kontinent statt, möglicherweise sogar erst in der Region, in der die Römer sie erstmals wahrnahmen, an der Nordküste des Schwarzen Meeres.
Neben der Legende über die Herkunft der Heruler zirkulierte auch eine über ihr Ende. Der spätantike Geschichtsschreiber Prokop berichtet im 6. Buch seiner Historien (um 550 veröffentlicht) davon, dass die schließlich in oströmische Dienste übergetretenen Heruler (siehe unten) sich nochmals gespalten hätten, bevor sie die Donau überschritten und sich ein Kontingent nach Norden wandte, um in Thule, dem sagenhaften Ende der Welt, wie es Prokop nennt, Zuflucht zu suchen. Worin genau der Kern dieser Nachricht besteht, ist unklar. Möglich ist, dass Prokop hier eine literarische Anspielung darauf macht, wie mit den Goten (gegen die die Oströmer zu diesem Zeitpunkt in Italien noch Krieg führten) nach deren Niederlage umzugehen sei, und er zu diesem Zweck gotische Erzählungen in seinem Sinne umwandelte. Eine Ähnlichkeit der Funde der Sösdalagruppe in Südschweden, wo zerbrochenes Sattel- und Zaumzeug in der Nähe von Begräbnisstätten flach unter der Erde vergraben gefunden wurde, mit entsprechenden Funden in Untersiebenbrunn und Pannonhalma wurde von einigen Forschern als Beleg für Prokops Bericht gewertet, was aber umstritten ist.
Die auch für andere germanische gentes oft in Anspruch genommene Herkunft aus Skandinavien wird daher als Topos angesehen; gleiches gilt für die eben erwähnte Annahme einer Rückkehr in die „Urheimat“.

### Von der Reichskrise bis zum Ende des Herulerreichs im 6. Jahrhundert

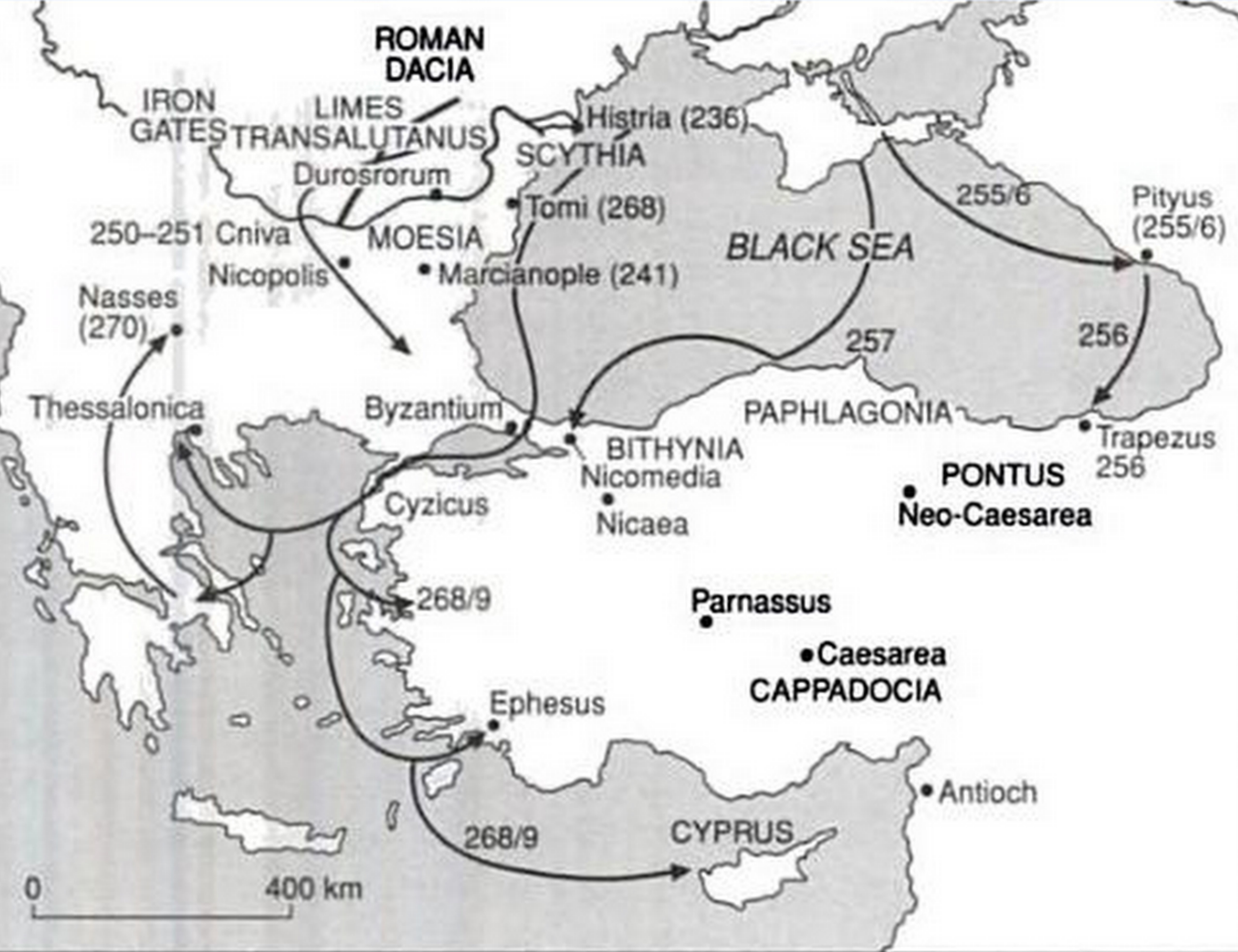
Angriffe der Goten und Heruler im Schwarzen Meer und der Ägäis im 3. Jahrhundert

Von der Schwarzmeerregion aus nahmen Heruler in der zweiten Hälfte des 3. Jahrhunderts, zur Zeit der sogenannten Reichskrise des 3. Jahrhunderts, an den Seezügen der Goten teil und gelangten so bis nach Griechenland. Der zeitgenössische Geschichtsschreiber Dexippos berichtete in seinen (nur fragmentarisch erhaltenen) Skythika von den Raubzügen dieser germanischen Invasoren, die er in Anlehnung an die „klassizistisch“ orientierten griechischen Autoren und im Rückgriff auf die traditionelle Ethnographie als Skythai bezeichnete.
Dexippos schildert, wie Skythai im Jahr 267/68 vom Schwarzen Meer aus in die Ägäis eindrangen und mehrere Inseln angriffen. Belegt ist auch ein in dieser Zeit erfolgter Herulerangriff am strategisch wichtigen Thermopylen-Pass. Die Invasoren landeten dann auf der Peloponnes und drangen weiter landeinwärts vor. Sie griffen unter anderem Dexippos’ Heimatstadt Athen an und plünderten sie, erlitten aber kurz darauf eine Niederlage. In der Forschung wurde lange Zeit angenommen, dass Dexippos an den erfolgreichen Abwehrkämpfen einer athenischen „Miliz“ vielleicht selbst beteiligt war, die ohne Unterstützung durch kaiserliche Truppen gegen die Angreifer vorgegangen waren. In der neueren Forschung gilt dies aufgrund neuerer Quellenfunde als widerlegt: Wenngleich einer der griechischen Befehlshaber Dexippos hieß, ist dieser nicht mit dem gleichnamigen Historiker identisch; es dürfte sich vielmehr um Gnaeus Curtius Dexippus gehandelt haben. Diese Ereignisse beziehen sich allerdings auf Kämpfe mit den 253/54 oder 262 nach Griechenland eingefallenen Goten. Traditionell werden die Angreifer Athens im Jahr 267 jedoch mit den Herulern identifiziert, und Jordanes setzte später die von Dexippos erwähnten Erouloi mit den Herulern des 6. Jahrhunderts gleich. Die sich zurückziehenden Angreifer wurden im Frühjahr 268 von Kaiser Gallienus am Fluss Nestos in Thrakien geschlagen; ihr Anführer Naulobatus erhielt nach vollzogener deditio die Insignien eines römischen Konsuls, möglicherweise wurden auch Heruler in das römische Heer übernommen. Die Einfälle der Skythai aus der Schwarzmeerregion, die von der damaligen Schwächephase des Imperiums profitierten, hielten aber noch bis 275/76 an.
Wohl um die Mitte des 4. Jahrhunderts wurden die am Asowschen Meer siedelnden Heruler von den Goten unterworfen. Über die folgenden Jahre berichten die Quellen kaum etwas. Als das Reich des greutungisch-gotischen Königs Ermanarich um 375 von den Hunnen erobert wurde, die in dieser Zeit nach Westen vorstießen und damit die „Völkerwanderung“ auslösten, wurden auch die „gotischen“ Heruler zu hunnischen Vasallen. Erst nach dem Untergang des hunnischen Reiches um das Jahr 454 gelang es Herulern, ein eigenes Reich im Raum der südlichen heutigen Slowakei und des östlichen Weinviertels zu errichten. In verstreuten Quellenaussagen wird auch in der Folgezeit auf die Heruler eingegangen, die unter anderem um 480 die Region um Batavia (Passau) angriffen. Heruler im Dienste des (sich auflösenden) Weströmischen Reiches nahmen an der Erhebung Odoakers 476 in Italien teil und dienten ihm anscheinend bis zu seiner Niederlage gegen den (mit oströmischer Billigung) 489 in Italien eingefallenen Gotenkönig Theoderich.
Um 508 wurde das von König Rudolf (Rodulf) regierte Reich der Heruler, das zu Theoderich gute Beziehungen unterhielt, von den Langobarden vernichtet. Die verbleibenden Heruler teilten sich in mehrere Gruppen, von denen sich eine den Langobarden anschloss und in ihnen aufging, eine andere bei den Ostgoten in Italien Zuflucht fand und eine dritte nach längerer Wanderung zunächst zu den Gepiden floh, dann aber schließlich im Jahr 512 Aufnahme im Oströmischen Reich fand. Beim heutigen Belgrad wurde ihnen gestattet, ein kleines Foederatenreich zu errichten. Diese Heruler spielten eine nicht geringe Rolle bei der restauratio imperii des oströmischen Kaisers Justinian I., da sie vielfach in römischen Armeen dienten, aber einen schlechten Ruf genossen. Sie sollen zum Christentum konvertiert sein, doch mag dies nur für einen Teil der Heruler gegolten haben. Bald nach der Mitte des 6. Jahrhunderts verschwinden auch diese Heruler aus den Quellen; doch nahm noch Kaiser Maurikios (582–602) zu Beginn seiner Regierungszeit – als erster römischer Kaiser überhaupt – den Triumphalnamen Herulicus an.

### Die „westlichen Heruler“
Neben den eben behandelten, an der Nordküste des Schwarzen Meeres und später in Pannonien siedelnden Herulern werden in den Quellen noch andere Heruler erwähnt, die die Forschung oft als „West-Heruler“ bezeichnet. Diese werden als unabhängige Gruppe angesehen, wenngleich in den Quellen keine solche Trennung vorgenommen wird. Man sollte sich diese Heruler daher auch nicht unbedingt als Gruppe vorstellen, die irgendwo im nordwestlichen Barbaricum angesiedelt war (wie teils angenommen). Heruler werden jedenfalls in westlichen Quellen im Zusammenhang mit Einfällen in Gallien im Jahr 286 erwähnt, wobei sie von Kaiser Maximian abgefangen wurden und anschließend wohl als römische Hilfstruppen gedient haben. Herulische Hilfstruppen werden auch in der Folgezeit erwähnt, ebenso wie herulische Seeüberfälle im Westen an der spanischen Küste im frühen 5. Jahrhundert; Heruler waren möglicherweise auch am Rheinübergang von 406 beteiligt.